# Стів Рівіс
Стів Рівіс (14 серпня 1962 — 7 грудня 2017) —  американський актор індіанського походження, найбільше відомий ролю Шепа Праудфута в оскароносному фільмі «Фарго» 1996 року. 

## Походження та навчання
Стів Рівіс виріс у резервації «Чорна піхота». Він закінчив індіанську школу Фландрео у Південній Дакоті. Потім він навчався в Індіанському молодшому коледжі ім. Хаскела в місті Лоренс, штат Канзас, де здобув ступінь з мистецтв.

## Акторська кар'єра
Першою роботою Рівіса була роль льотчика-каскадера у фільмі «Партія війни» 1987 року, в якому також знімався його брат Тім. Останній пізніше брав участь у шоу «Дикий Захід Буффало Білла» (англ. Buffalo Bill's Wild West Show), що проходило в Діснейленді Парижа.
Уперше Рівіс знявся як актор у 1988 році на студії Universal Studios у фільмі «Близнюки». Згодом, він зіграв воїна-шаєна (роль без слів) у фільмі «Той, що танцює з вовками», який у 1990 році став володарем 7 кінопремій «Оскар». У 1993 році він зіграв розвідника апача Чато у фільмі «Джеронімо: Американська легенда». Рівіс також зіграв роль корінного американця у фільмі «Останній із Собак» (1995) з Томом Беренджером.
У 1996 році Рівіс отримав нагороду від «Перших американців у мистецтві» (FAITA) за свою роль механіка з кримінальним минулим у відомому фільмі «Фарго» Ітана і Джоела Коенів, а також за зйомки у телефільмі «Божевільний кінь». У 2004 році він знов отримав цю нагороду за роботу в серії фільмів «Лінія вогню» («ABC Line of Fire»)[джерело?].
Рівіс також знявся у 2003 році у кінофільмі «Останній рейд» кінокомпанії Columbia Pictures, а у 2005 році — у ремейку «Все або нічого» та в мінісеріалі «На Заході» кінокомпанії TNT. Рівіс, крім того, знімався в серіалі «Кістки» на каналі Fox.

## Смерть
Стів Рівіс помер 7 грудня 2017 року в місті Мізула, штат Монтана, у віці 55 років від невідомих причин.

## Вибрана фільмографія
- Близнюки (1988) — корінний американець
- Похмурі казки прерій (1990) — дитина
- Той, що танцює з вовками (1990) — Сіокс / воїн
- The Doors (1991) — індіанець у пустелі
- Джеронімо: Американська легенда (1993) — Чато
- Останній з собачого племені (1995) — жовтий Вовк
- Дикий Білл (1995) — Су-Шеф
- Фарго (1996) — Шеп Праудфут
- Останній рейд (2003) — Два Камені
- Все або нічого (2005) — Біллі
- На Захід (2005) — Старший, коханий Буффало
- Місяць Команчів (2008) — Черв'як
- Дорога в Палому (2013)

## Телефільми
- Земля обітована — епізод «Обурення» (1997) — Шериф Ламонт Нез
- Вокер, Техаський рейнджер — епізод «Першотравень» (1997) — Джейк Стонево.
- ОКГ (JAG) — епізод «Повернення Джиммі Блекхорса» (1998) — Семмі Вілер
- Вокер, Техаський рейнджер — епізод «Шлях воїна» (1999) — Джон Вовк / Вовк-одинак.
- Кістки — епізод «Людина і ведмідь» (2005) — Шерман Ріверс.